# Ташлыкуль (Аскинский район)
Ташлыкуль (баш. Ташлыкүл) — деревня в Кунгаковском сельсовете Аскинского района Республики Башкортостан Росси.

## Географическое положение
Расстояние до:
- районного центра (Аскино): 52 км,
- центра сельсовета (Кунгак): 8 км,
- ближайшей железнодорожной станции (Чернушка): 130 км.

## История
В «Списке населенных мест по сведениям 1870 года», изданном в 1877 году, населённый пункт упомянут как деревня Ташлыкуль (Чишма) 1-го стана Бирского уезда Уфимской губернии. Располагалась при речке  Кунгаке, между левой стороной Сибирского тракта и правой — Кунгурского, в 145 верстах от уездного города Бирска и в 35 верстах от становой квартиры в селе Аскине. В деревне, в 25 дворах жили 161 человек (79 мужчин и 82 женщины, мещеряки).

## Население
| 2002 | 2009 | 2010 |
| ---- | ---- | ---- |
| 25   | ↗27  | ↘26  |

Национальный состав
Согласно переписи 2002 года, преобладающая национальность — башкиры (100 %).